# Holder Peak
Holder Peak är en bergstopp i Antarktis. Den ligger i Östantarktis. Australien gör anspråk på området. Toppen på Holder Peak är 140 meter över havet.
Terrängen runt Holder Peak är platt åt sydost, men åt sydväst är den kuperad. Havet är nära Holder Peak åt nordost. Trakten är obefolkad. Det finns inga samhällen i närheten.